# Pristimantis seorsus
Pristimantis seorsus es una especie de anfibio anuro de la familia Craugastoridae.

## Distribución geográfica
Esta especie es endémica de la provincia de La Convención en la región de Cuzco en Perú. Se encuentra a 3350 m sobre el nivel del mar en la cordillera de Vilcabamba.

## Descripción
Los machos miden de 17 a 19 mm y las hembras 21 mm.

## Etimología
El nombre específico seorsus proviene del latín seorsus, que significa aparte, separado, con referencia a la distribución de esta especie disyuntiva de los otros miembros del grupo Pristimantis orestes.

## Publicación original
- Lehr, 2007: New eleutherodactyline frogs (Leptodactylidae: Pristimantis, Phrynopus) from Peru. Bulletin of the Museum of Comparative Zoology, vol. 159, n.º 2, p. 145-178[4]